# Războiul Ogaden

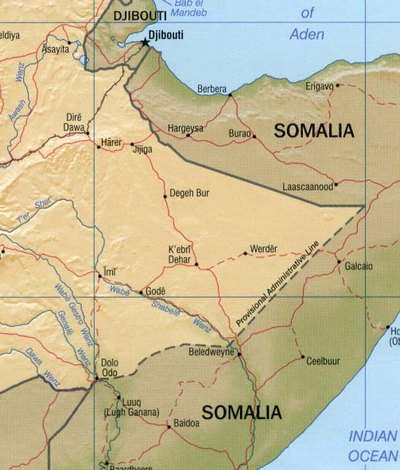
Regiunea Ogaden

Statul Somali autonom

Războiul Ogaden a fost un conflict convențional între Somalia și Etiopia în 1977 și 1978 pentru controlul regiunii etiopiene Ogaden. Războiul s-a încheiat atunci când forțele somaleze s-au retras înapoi peste graniță și un armistițiu a fost declarat. Este parte a Războiului Rece deoarece Uniunea Sovietică și Statele Unite s-au implicat în acest conflict.
Uniunea Sovietică inițial furniza ajutor Somaliei, dar apoi a început să sprijine Etiopia, care anterior era susținută de Statele Unite.
România condusă de Nicolae Ceaușescu ca de obicei nu s-a conformat politicilor externe sovietice și a întreținut bune relații diplomatice cu președintele Somaliei Siad Barre. 